# Northern 300 1969
Northern 300 1969 var ett stockcarlopp ingående i  Nascar Grand National Series (nuvarande Nascar Cup Series) som kördes 13 juli 1969 på den 1,5 mile (2,414 km) långa ovalbanan Trenton Speedway i Trenton i New Jersey. Totalt avverkades 300 miles (482,803 km) fördelat på 200 varv. Banunderlaget var asfalt. Loppet vanns av David Pearson i en Ford på tiden 2:28.45 körandes för Holman Moody. Pearsons snitthastighet var 121.008 mph. 
Han var vid målgång ensam förare på ledarvarvet, ett varv före tvåan Bobby Allison. Prispotten uppgick till 20 990 dollar, varav 5 300 dollar gick till segraren.

## Resultat
| Plc     | Nr | Förare             | Team/ bilägare           | Konstruktör | Start | Varv | Ledda varv |
| ------- | -- | ------------------ | ------------------------ | ----------- | ----- | ---- | ---------- |
| 1       | 17 | David Pearson      | Holman Moody             | Ford        | 2     | 200  | 61         |
| 2       | 22 | Bobby Allison      | Mario Rossi              | Dodge       | 4     | 199  | 0          |
| 3       | 71 | Bobby Isaac        | K&K Insurance Racing     | Dodge       | 1     | 199  | 137        |
| 4       | 48 | James Hylton       | Hylton Engineering       | Dodge       | 6     | 198  | 0          |
| 5       | 14 | LeeRoy Yarbrough   | DeWitt Racing            | Ford        | 5     | 196  | 2          |
| 6       | 30 | Dave Marcis        | Milt Lunda               | Dodge       | 8     | 193  | 0          |
| 7       | 03 | Richard Brickhouse | Dub Clewis               | Plymouth    | 13    | 189  | 0          |
| 8       | 32 | Dick Brooks        | Brooks Racing            | Plymouth    | 7     | 187  | 0          |
| 9       | 84 | Elmo Langley       | Langley-Woodfield Racing | Ford        | 28    | 187  | 0          |
| 10      | 15 | Ed Hessert         | Ed Hessert               | Plymouth    | 15    | 186  | 0          |
| 11      | 06 | Neil Castles       | Neil Castles             | Dodge       | 31    | 186  | 0          |
| 12      | 08 | E.J. Trivette      | E.C. Reid                | Chevrolet   | 16    | 182  | 0          |
| 13      | 34 | Wendell Scott      | Scott Racing             | Ford        | 27    | 178  | 0          |
| 14      | 9  | Roy Tyner          | Roy Tyner                | Pontiac     | 23    | 176  | 0          |
| 15      | 57 | Bobby Mausgrover   | Ervin Pruitt             | Dodge       | 34    | 175  | 0          |
| 16      | 26 | Earl Brooks        | Brooks Racing            | Ford        | 24    | 175  | 0          |
| 17      | 47 | Cecil Gordon       | Gordon Racing            | Ford        | 20    | 170  | 0          |
| 18      | 25 | Jabe Thomas        | Robertson Racing         | Plymouth    | 12    | 169  | 0          |
| 19      | 10 | Bill Champion      | Champion Racing          | Ford        | 18    | 154  | 0          |
| 20      | 4  | John Sears         | DeWitt Racing            | Ford        | 11    | 148  | 0          |
| 21      | 0  | Frank Warren       | Don Tarr                 | Chevrolet   | 21    | 140  | 0          |
| 22      | 11 | Roy Hallquist      | Roy Hallquist            | Chevrolet   | 36    | 70   | 0          |
| 23      | 19 | Henley Gray        | Harry Melton             | Ford        | 22    | 65   | 0          |
| 24      | 90 | Sonny Hutchins     | Donlavey Racing          | Ford        | 10    | 64   | 0          |
| 25      | 31 | Buddy Young        | Fred Bear                | Chevrolet   | 14    | 56   | 0          |
| 26      | 70 | J.D. McDuffie      | McDuffie Racing          | Buick       | 17    | 46   | 0          |
| 27      | 04 | Ken Meisenhelder   | Ken Meisenhelder         | Oldsmobile  | 35    | 41   | 0          |
| 28      | 76 | Ben Arnold         | Don Culpepper            | Ford        | 25    | 57   | 0          |
| 29      | 43 | Richard Petty      | Petty Enterprises        | Ford        | 3     | 36   | 0          |
| 30      | 33 | Wayne Smith        | Archie Smith             | Chevrolet   | 33    | 21   | 0          |
| 31      | 40 | Phil Montague      | Champion Racing          | Ford        | 37    | 8    | 0          |
| 32      | 86 | Ed Negre           | Neil Castles             | Plymouth    | 32    | 7    | 0          |
| 33      | 49 | G.C. Spencer       | GC Spencer Racing        | Plymouth    | 9     | 5    | 0          |
| 34      | 45 | Bill Seifert       | Seifert Racing           | Ford        | 19    | 5    | 0          |
| 35      | 23 | Paul Dean Holt     | Robertson Racing         | Ford        | 29    | 3    | 0          |
| 36      | 64 | Dub Simpson        | Langley-Woodfield Racing | Ford        | 26    | 2    | 0          |
| 37      | 09 | Wayne Gillette     | E.C. Reid                | Chevrolet   | 30    | 1    | 0          |
| Källor: |    |                    |                          |             |       |      |            |